# Blågårdsmossens naturreservat
Blågårdsmossens naturreservat är ett naturreservat i Norrtälje kommun i Stockholms län.
Området är naturskyddat sedan 2013 och är 12 hektar stort. Reservatet omfattar mest en våtmark. Reservatet består av sumpskog och hällmark med barrskog.